# Caroline Dolehide
Caroline Dolehide (* 5. September 1998 in Hinsdale, Illinois) ist eine US-amerikanische Tennisspielerin.

## Karriere
Dolehide, deren Lieblingsbelag laut ITF der Hartplatz ist, begann mit fünf Jahren mit dem Tennissport. Sie spielt bisher vor allem Turniere auf der ITF Women’s World Tennis Tour, wo sie bislang acht Titel im Einzel und neun im Doppel gewinnen konnte.
Ihr erstes Profiturnier bestritt sie im September 2013 beim mit 10.000 US-Dollar dotierten Turnier in Hilton Head Island. Ihre ersten Titel im Einzel und Doppel gewann sie im Juni 2016 beim Turnier in Buffalo.
Im Juniorinneneinzel der US Open 2014 erreichte sie das Halbfinale, in dem sie gegen die spätere Siegerin Marie Bouzková verlor. Beim Juniorinnenwettbewerb der Wimbledon Championships 2015 erreichte sie das Halbfinale. Beim Juniorinneneinzel der US Open 2016 verlor sie bereits in der ersten Runde.
Für die Qualifikation zum Dameneinzel der US Open 2016 erhielt sie eine Wildcard, verlor aber bereits in der ersten Runde gegen ihre Landsfrau Melanie Oudin mit 4:6 und 3:6.
Für die US Open 2017 erhielt sie zusammen mit ihrer Partnerin Kayla Day eine Wildcard für das Damendoppel. In der ersten Runde besiegten sie die an Position 10 gesetzte Paarung Abigail Spears und Katarina Srebotnik überraschend mit 6:3 und 6:3, schieden dann jedoch in der zweiten Runde aus.

## Turniersiege

### Einzel
| Nr. | Datum            | Turnier              | Kategorie   | Belag     | Finalgegnerin       | Ergebnis       |
| --- | ---------------- | -------------------- | ----------- | --------- | ------------------- | -------------- |
| 1.  | 5. Juni 2016     | Buffalo              | ITF $10.000 | Sand      | Lauren Herring      | 6:1, 7:5       |
| 2.  | 19. Februar 2017 | Surprise             | ITF $25.000 | Hartplatz | Danielle Lao        | 6:3, 6:1       |
| 3.  | 16. Juli 2017    | Winnipeg             | ITF $25.000 | Hartplatz | Mayo Hibi           | 6:3, 6:4       |
| 4.  | 15. April 2018   | Indian Harbour Beach | ITF $60.000 | Sand      | Irina Bara          | 6:4, 7:5       |
| 5.  | 17. August 2019  | Concord              | ITF W60     | Hartplatz | Ann Li              | 6:3, 7:5       |
| 6.  | 6. Oktober 2019  | Charleston           | ITF W60     | Sand      | Grace Min           | 6:2, 6:75, 6:0 |
| 7.  | 16. April 2023   | Boca Raton           | ITF W25     | Sand      | Hailey Baptiste     | 6:4, 6:4       |
| 8.  | 14. Mai 2023     | Naples               | ITF W60     | Sand      | Julija Starodubzewa | 7:5, 7:5       |

### Doppel
| Nr. | Datum              | Turnier             | Kategorie      | Belag             | Partnerin             | Finalgegnerinnen                          | Ergebnis          |
| --- | ------------------ | ------------------- | -------------- | ----------------- | --------------------- | ----------------------------------------- | ----------------- |
| 1.  | 4. Juni 2016       | Buffalo             | ITF $10.000    | Sand              | Ingrid Neel           | Sophie Chang Alexandra Mueller            | 5:7, 6:3, [10:6]  |
| 2.  | 25. Februar 2017   | Rancho Santa Fe     | ITF $25.000    | Hartplatz         | Kayla Day             | Anhelina Kalinina Chiara Scholl           | 6:3, 1:6, [10:7]  |
| 3.  | 23. September 2017 | Tampico             | ITF $100.000   | Hartplatz         | María Irigoyen        | Kaitlyn Christian Giuliana Olmos          | 6:4, 6:4          |
| 4.  | 13. April 2019     | Pelham              | ITF W25        | Sand              | Usue Maitane Arconada | Oana Georgeta Simion Gabriela Talaba      | 6:3, 6:0          |
| 5.  | 20. April 2019     | Dothan              | ITF W80        | Sand              | Usue Maitane Arconada | Destanee Aiava Astra Sharma               | 7:65, 6:4         |
| 6.  | 8. Juni 2019       | Surbiton            | ITF W100       | Rasen             | Jennifer Brady        | Heather Watson Yanina Wickmayer           | 6:3, 6:4          |
| 7.  | 26. Oktober 2019   | Macon               | ITF W80        | Hartplatz         | Usue Maitane Arconada | Jaimee Fourlis Valentini Grammatikopoulou | 6:72, 6:2, [10:8] |
| 8.  | 8. Februar 2020    | Midland             | ITF W100       | Hartplatz (Halle) | Maria Sanchez         | Walerija Sawinych Yanina Wickmayer        | 6:3, 6:4          |
| 9.  | 27. Februar 2021   | Boca Raton          | ITF W25        | Hartplatz         | Usue Maitane Arconada | Camila Osorio Conny Perrin                | 6:3, 6:4          |
| 10. | 20. März 2021      | Monterrey           | WTA 250        | Hartplatz         | Asia Muhammad         | Heather Watson Zheng Saisai               | 6:2, 6:3          |
| 11. | 10. Juni 2023      | La Bisbal d’Empordà | WTA Challenger | Sand              | Diana Schneider       | Aliona Bolsova Rebeka Masarova            | 7:65, 6:3         |
| 12. | 12. August 2024    | Toronto             | WTA 1000       | Hartplatz         | Desirae Krawczyk      | Gabriela Dabrowski Erin Routliffe         | 7:62, 3:6, [10:7] |

## Abschneiden bei Grand-Slam-Turnieren

### Einzel
| Turnier         | 2016 | 2017 | 2018 | 2019 | 2020 | 2021 | 2022 | 2023 | 2024 | 2025 | Karriere |
| --------------- | ---- | ---- | ---- | ---- | ---- | ---- | ---- | ---- | ---- | ---- | -------- |
| Australian Open | —    | —    | Q2   | Q2   | Q3   | Q1   | 1    | Q1   | 2    | 2    | 2        |
| French Open     | —    | —    | 2    | —    | Q1   | Q1   | Q2   | Q1   | 1    | 2    | 2        |
| Wimbledon       | —    | —    | 1    | Q2   |      | Q1   | —    | 1    | 1    | 2    | 2        |
| US Open         | Q1   | Q1   | 1    | 1    | 1    | Q3   | Q1   | 1    | 2    |      | 2        |

Zeichenerklärung: S = Turniersieg; F, HF, VF, AF = Einzug ins Finale / Halbfinale / Viertelfinale / Achtelfinale; 1, 2, 3 = Ausscheiden in der 1. / 2. / 3. Hauptrunde; Q1, Q2, Q3 = Ausscheiden in der 1. / 2. / 3. Qualifikationsrunde; nicht ausgetragen

### Doppel
| Turnier         | 2017 | 2018 | 2019 | 2020 | 2021 | 2022 | 2023 | 2024 | 2025 | Karriere |
| --------------- | ---- | ---- | ---- | ---- | ---- | ---- | ---- | ---- | ---- | -------- |
| Australian Open | —    | —    | —    | VF   | 1    | VF   | VF   | 2    | 1    | VF       |
| French Open     | —    | —    | —    | 2    | 2    | 2    | 1    | HF   | 1    | HF       |
| Wimbledon       | —    | —    | —    |      | HF   | —    | HF   | HF   | VF   | HF       |
| US Open         | 2    | AF   | HF   | 1    | VF   | HF   | 1    | 2    |      | HF       |